# ارین ساندرز
 ارین ساندرز (انگلیسی: Erin Sanders؛ زادهٔ ۱۹ ژانویهٔ ۱۹۹۱) یک هنرپیشه اهل ایالات متحده آمریکا است. وی از سال ۲۰۰۱ میلادی تاکنون مشغول فعالیت بوده‌است.